# Functional Plant Biology
Functional Plant Biology — международный рецензируемый научный журнал, публикуемый CSIRO Publishing. В журнале публикуются статьи, представляющие широкий интерес и позволяющие получить знания о механизмах, с помощью которых растения существуют и взаимодействуют с окружающей средой. Особый интерес представляют механизмы и пути передачи сигналов, с помощью которых растения адаптируются к экстремальным условиям окружающей среды, таким как высокие и низкие температуры, засуха, наводнения, солёность, патогены и другие основные факторы абиотического и биотического стресса.
Нынешний главный редактор — Сергей Шабала (Университет Тасмании).

## Индексирование
Журнал индексируется в ABOA / Streamline, AGRICOLA, Биологические рефераты, Биология и науки об окружающей среде, Elsevier BIOBASE, BIOSIS, CAB Abstracts, Химические рефераты, Текущее содержание (Сельское хозяйство, Биология и науки об окружающей среде), Текущее содержание (Life Sciences), Справочное обновление, Scopus и TEEAL .

## Импакт-фактор
По данным Journal Citation Reports в 2015 году импакт-фактор составил 2,491.